# Cantó de Sauve

El cantó de Sauve és un cantó francès del departament del Gard, a la regió d'Occitània. Està inclòs al districte de Le Vigan, té 9 municipis i el cap cantonal és Sauve.

## Municipis
- Canaulas e l'Argentièira
- Durfòrt e Sent Martin de Sossenac
- Fressac
- Logrian-Florian
- Puègredond
- Vila-seca
- Sauve
- Savinhargues
- Sent Nasari de Gàrdia